# Grande Enciclopédia Portuguesa e Brasileira
La Grande Enciclopédia Portuguesa e Brasileira (en français : Grande Encyclopédie portugaise et brésilienne) est une encyclopédie en langue portugaise de 40 volumes, publiée entre 1936 et 1960 à Lisbonne et Rio de Janeiro par l'Editorial Enciclopédia.
Abondamment illustrée, elle s'intéresse particulièrement à l'histoire et à la culture portugaise de ses origines jusqu'à l'époque contemporaine. 10 volumes supplémentaires furent publiés entre 1981 et 1987.
En 1998-1999, 6 nouveaux volumes supplémentaires furent édités par les éditions Zairol.
Depuis 1988 est publié chaque année un tome traitant de l'actualité de l'année écoulée (Livro do Ano, en portugais). De 1988 à 1992 elle fut éditée par l'Editorial Enciclopédia, de 1993 a 2000 par les éditions Zairol et depuis 2001 par la Página Editora.